# Perneczky László (építészmérnök)
Perneczky László (Esztergom, 1938. június 4. –) okleveles építészmérnök. Több városi és ÉTE oklevél elismerésben részesült, legmagasabb kitüntetése: a Magyar Köztársaság Arany Érdemkeresztje.

## Szakmai tevékenysége
Az Építésügyi Minisztérium jóvoltából, egyetemi éveinek befejeztével a Komárom Megyei Állami Építőipari Vállalatban kezdett dolgozni a Mélyépítési Építésvezetőség technikusaként. 1962-ben a vállalat központjába helyezték, a vállalati beruházások, például a központi telephely építési munkáinak irányítására. 1968-ban megalakult a Műszakfejlesztési Osztály, s annak keretében a tervező iroda, melynek vezetője lett. Az iroda főleg a vállalat beruházási, technológiai tervezési munkáinak ellátásával foglalkozott. 1986-ban a Komárom Megyei Tanács VB. Építési és Vízügyi Osztályán területfejlesztési főmérnök munkakörbe sorolták, majd a Komárom-Esztergom Megyei Önkormányzati Hivatal Műszaki és Környezetvédelmi Osztályának, azt követően a Területfejlesztési Főosztálynak a vezetője lett. Végleg 1999-ben ment nyugdíjba mint megyei főépítész. Magántervezői tevékenységét megtartva, tagja a Területi Építészkamarának. Részt vett, s jelenleg is segíti a regionális tervtanácsok munkáját, É-1 tervezői jogosultsággal.

## Szakmai, társadalmi elismerései
- Magyar Köztársaság Arany Érdemkeresztje

## Külső hivatkozások
- http://www.foto.bme.hu